# Liste der Bodendenkmale in Eilenburg
In der Liste der Bodendenkmale in Eilenburg sind die Bodendenkmale der Stadt Eilenburg und ihrer Ortsteile nach dem Stand der Auflistung von Klaus Kroitzsch und Harald Quietzsch aus dem Jahr 1984 aufgelistet. Eventuelle Änderungen und Ergänzungen, insbesondere aus der Zeit nach der Wende, sind nicht berücksichtigt, da für Sachsen aktuell keine neueren allgemein zugänglichen Bodendenkmallisten vorliegen. Die Baudenkmale sind in der Liste der Kulturdenkmale in Eilenburg aufgeführt.
| Denkmal-ID | Fundart            | Ortsteil  | Bezeichnung              | Zeitstellung    | Lage                                                               | Bemerkungen                                                              | Bild |
| ---------- | ------------------ | --------- | ------------------------ | --------------- | ------------------------------------------------------------------ | ------------------------------------------------------------------------ | ---- |
| ?          | Befestigung > Burg | Eilenburg | Wehranlage „Schlossberg“ | Mittelalter     | westliche Ortslage, westliches Hochufer der Mulde                  | ovales Plateau, Abschnittsgraben im Westen, Schutz seit 1. November 1957 |      |
| ?          | besonderer Stein   | Eilenburg | Steinkreuz               | Spätmittelalter | Ortskern, in die nördliche Außenwand der Nikolaikirche eingemauert | Schutz seit 12. September 1974                                           |      |